# Кайратский сельский округ
Кайратский сельский округ (каз. Қайрат ауылдық округі) — административная единица в составе Уалихановского района Северо-Казахстанской области Казахстана. Административный центр — село Кайрат.
Население — 654 человека (2009, 2133 в 1999, 3018 в 1989).

## История
Сельский совет образован Указом Президиума Верховного Совета Казахской ССР от 4 декабря 1970 года. 25 декабря 2002 года решением Северо-Казахстанского областного маслихата и акима области образован Кайратский сельский округ.
В состав сельского округа была включена территория ликвидированного Сарыадырского сельского совета (сёла Бабеке, Кирово). Сёла Бабеке и Балкабек (Кирово) были ликвидированы, село Жуантобе было ликвидировано в 2010 году.

## Состав
В состав округа входят такие населенные пункты:
| Населенный пункт | Население, человек (1989) | Население, человек (1999) | населения, человек (2009) |
| ---------------- | ------------------------- | ------------------------- | ------------------------- |
| Бабеке, село     | 983                       | 345                       | -                         |
| Балкабек, село   | 346                       | 345                       | -                         |
| Жаскайрат, село  | 450                       | 276                       | 239                       |
| Жуантобе, село   | 254                       | 163                       | 37                        |
| Кайрат, село     | 985                       | 1004                      | 378                       |